# Alexander Metzger
Alexander Metzger (Rudolstadt, RDA, 22 de febrero de 1973) es un deportista alemán que compitió en bobsleigh en la modalidad cuádruple.
Ganó una medalla de oro en el Campeonato Mundial de Bobsleigh de 2001 y tres medallas en el Campeonato Europeo de Bobsleigh entre los años 2001 y 2009. Participó en los Juegos Olímpicos de Turín 2006, ocupando el quinto lugar en la prueba cuádruple.

## Palmarés internacional
| Campeonato Mundial | Campeonato Mundial   | Campeonato Mundial | Campeonato Mundial |
| Año                | Lugar                | Medalla            | Prueba             |
| ------------------ | -------------------- | ------------------ | ------------------ |
| 2001               | Sankt Moritz (Suiza) | Medalla de oro     | Cuádruple          |
| Campeonato Europeo |                      |                    |                    |
| Año                | Lugar                | Medalla            | Prueba             |
| 2001               | Königssee (Alemania) | Medalla de plata   | Cuádruple          |
| 2004               | Sankt Moritz (Suiza) | Medalla de bronce  | Cuádruple          |
| 2009               | Sankt Moritz (Suiza) | Medalla de plata   | Cuádruple          |